# Park Yong-ho
Park Yong-ho (ur. 25 marca 1981 w Icheon) – południowokoreański piłkarz, grający na pozycji obrońcy.

## Kariera klubowa
Pierwszym klubem piłkarskim w karierze Parka był Anyang LG Cheetahs, do którego trafił w 2000. W klubie, który w 2004 zmienił nazwę na FC Seul występował do 2001(z przerwą na odbycie służby wojskowej w klubie Gwangju Sangmu Phoenix. Z FC Seul dwukrotnie zdobył mistrzostwo Korei w 2000 i 2010, K-League Cup w 2006 i 2010 oraz Azjatycką Ligę Mistrzów w 2002. Od 2012 jest zawodnikiem Busan I'Park.
| Sezon | Klub                   | Kraj             | Rozgrywki | Mecze | Bramki |
| ----- | ---------------------- | ---------------- | --------- | ----- | ------ |
| 2000  | Anyang LG Cheetahs     | Korea Południowa | K-League  | 6     | 0      |
| 2001  | Anyang LG Cheetahs     | Korea Południowa | K-League  | 15    | 1      |
| 2002  | Anyang LG Cheetahs     | Korea Południowa | K-League  | 8     | 0      |
| 2003  | Anyang LG Cheetahs     | Korea Południowa | K-League  | 21    | 2      |
| 2004  | FC Seoul               | Korea Południowa | K-League  | 5     | 0      |
| 2005  | Gwangju Sangmu Phoenix | Korea Południowa | K-League  | 17    | 9      |
| 2006  | Gwangju Sangmu Phoenix | Korea Południowa | K-League  | 24    | 1      |
| 2007  | FC Seoul               | Korea Południowa | K-League  | 7     | 0      |
| 2008  | FC Seoul               | Korea Południowa | K-League  | 19    | 0      |
| 2009  | FC Seoul               | Korea Południowa | K-League  | 20    | 2      |
| 2010  | FC Seoul               | Korea Południowa | K-League  | 18    | 0      |
| 2011  | FC Seoul               | Korea Południowa | K-League  | 18    | 1      |
| 2012  | Busan I'Park           | Korea Południowa | K-League  |       |        |

## Kariera reprezentacyjna
W reprezentacji Korei Południowej Park występował w latach 2001–2004. W 2001 wystąpił w Pucharze Konfederacji. W turnieju w Korei był rezerwowym i nie wystąpił w żadnym meczu. W 2004 uczestniczył w Igrzyskach Olimpijskich. Na turnieju w Atenach wystąpił w trzech meczach z Grecją, Meksykiem i Paragwajem.